# Georg von Schönerer
Georg rytíř von Schönerer (17. července 1842 Vídeň – 14. srpna 1921 zámek Rosenau u Zwettlu) byl rakouský statkář a předlitavský německo-nacionální, protikatolický, antislovanský a antisemitský politik. V letech 1873–1888 a 1897–1907 byl poslancem v rakouské Říšské radě a v roce 1897 založil Všeněmecké sjednocení.

## Život

### Rodina, mládí, studium
Byl synem železničního podnikatele Mathiase Schönerera a Marie Anny Antonie Rehmannové. Jeho sestrou byla herečka Alexandrine von Schönerer. Se svou manželkou Philippinou von Gschmeidlerovou měl syna Georga a tři dcery. Roku 1860 byl povýšen do rytířského stavu.
Studoval na reálné škole ve Vídni, pak od roku 1856 v Drážďanech. Původně měl být obchodníkem, roku 1861 započal studia agronomie v Tübingenu a v letech 1861–1863 absolvoval zemědělskou akademii v Hohenheimu a v letech 1863–1865 i vyšší zemědělskou školu v uherském Mosonmagyaróváru.
Následně nastoupil na praxi do správy Schwarzenberského panství v Čechách, kde působil v letech 1865–1867. V letech 1867–1868 podnikl studijní cestu. Pak se roku 1869 vrátil na rodinný velkostatek Rosenau u Zwettlu, který zdědil po otci a o který se vzorně staral, takže byl u sedláků velmi oblíben. Angažoval se v zemědělských organizacích a pomáhal zakládal hasičské sbory v okolních obcích.

### Vstup do politiky

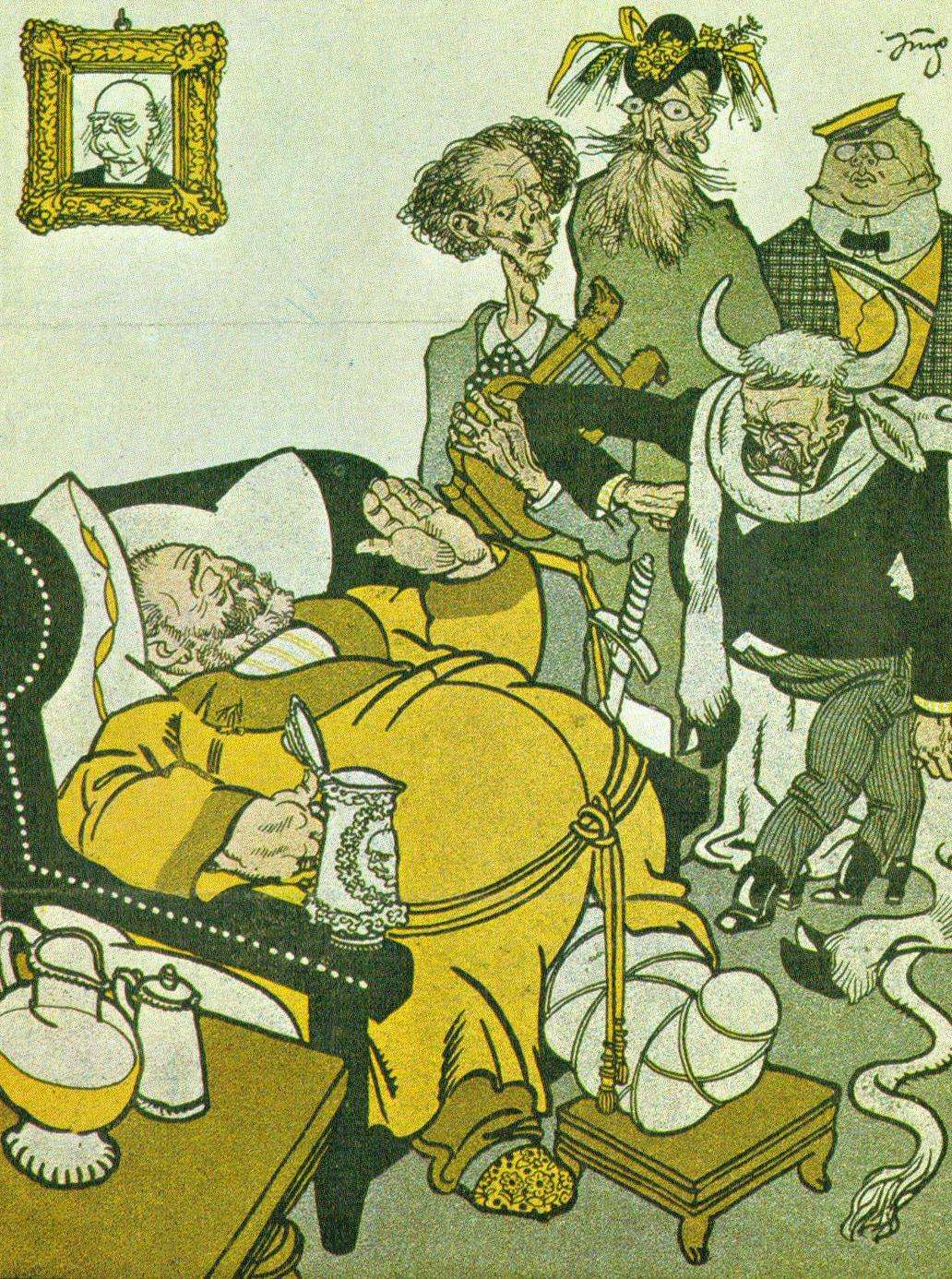
Schönerer byl uvězněn kvůli jeho útoku na kancelář novin. Byl přitom údajně opilý, a proto vznikla tato karikatura

Lokální popularita se brzy přetavila i v aktivní politickou dráhu. Už po porážce Rakouska roku 1866 a následném vzniku Německého císařství roku 1871 se stal velkým obdivovatelem kancléře Otto von Bismarcka a velkoněmeckým nacionalistou. Naopak ostře odmítal habsburské Rakousko-Uhersko i katolickou církev a byl rozhodný antisemita.
Jeho vstup do aktivní politiky probíhal v době krátce po finanční krizi roku 1873. V prvních přímých volbách do Říšské rady roku 1873 získal mandát v Říšské radě (celostátní zákonodárný sbor), kde reprezentoval kurii venkovských obcí v Dolních Rakousích, obvod Zwettl, Waidhofen a.d. Thaya, Dobersberg atd. Ve sněmovně byl součástí německé pokrokové strany (tzv. Ústavní strana). Členem jejího klubu byl do roku 1876. V Říšské radě se profiloval na agrárních tématech. V roce 1877 demonstrativně složil mandát. Rezignace byla oznámena dopisem 20. ledna 1877. Již 9. března 1877 po opětovném zvolení zase složil poslanecký slib. V této době na sebe upozornil jak řečnickými schopnostmi, tak mimořádnou hrubostí a nenávistí vůči Židům, Čechům a Polákům. Historik Otto Urban upozorňuje, že když v roce 1878 Schönerer v Říšské radě označil své kolegy za politické eunuchy, šlo o zcela nový prvek v politické kultuře Předlitavska, která až dosud lpěla i při rétorických soubojích na formálním slovním bontonu.
Mezitím byl v letech 1878–1883 poslancem i v Dolnorakouském zemském sněmu a stal se hlavní postavou německorakouského nacionalismu. Předsedal Německé čtenářské společnosti, zasedal ve vedení německého Schulvereinu (organizace podporující německojazyčné školství v etnicky smíšených regionech). Roku 1881 založil list Deutsche Worte (od roku 1883 po rozkolu s Engelbertem Pernerstorferem přejmenované na Unverfälschte
Deutsche Worte).
Roku 1882 napsal spolu s Victorem Adlerem, Engelbertem Pernerstorferem a Heinrichem Friedjungem takzvaný Linecký program, programový manifest německo-nacionálního hnutí pod heslem „Ani liberální, ani klerikální, ale nacionální“. Prosazoval příklon německých částí Rakouska (včetně českých zemí), které se mělo vzdát „cizí“ Haliče, Bukoviny a Dalmácie, k Bismarckovu Německu. To vyhovovalo chorvatským a polským nacionalistům, nebylo však vůbec přijatelné pro české zástupce, protože by znamenalo germanizaci českých zemí. Dále byl zastáncem celní unie s Německem, prohlášení němčiny za úřední jazyk a podporoval rozšíření volebního práva. V roce 1882 prohlásil: „My, já a moji straníci, my negravitujeme k Vídni, nýbrž všude tam, kde žijí Němci.“
Nadále zůstával viditelným členem Říšské rady, kam byl opětovně zvolen ve volbách do Říšské rady roku 1879 i volbách do Říšské rady roku 1885, opět za kurii venkovských obcí v obvodu Zwettl, Waidhofen an der Thaya, Dobersberg atd. V roce 1884 se v parlamentu zasadil o zestátnění významné železniční trati, severní dráhy císaře Ferdinanda. Jeho politická kariéra ovšem dočasně skončila roku 1888. 6. července 1888 ztratil mandát v Říšské radě kvůli pravomocnému odsouzení.
Roku 1888 byl zatčen, protože s kumpány přepadl redakci novin Neues Wiener Tagblatt a patrně ztloukl židovské redaktory za to, že předčasně oznámili smrt německého císaře Viléma I. Parlament ho zbavil imunity a byl odsouzen do vězení na čtyři měsíce, ke ztrátě mandátu na pět let i šlechtického titulu. V následném období působil v nacionálních spolcích.

### Předákem všeněmeckého hnutí
Do vysoké politiky se vrátil ve volbách do Říšské rady roku 1897, kdy se stal poslancem Říšské rady, nyní za kurii venkovských obcí v Čechách, obvod Cheb, Aš atd. Významně se přičinil o pád premiéra Badeniho kvůli pokusu o zrovnoprávnění češtiny v českých zemích. Šlo o takzvaná Badeniho jazyková nařízení, která vyvolala ostré protesty německorakouského nacionálního tábora. Za to ho Cheb a další německá města v Čechách zvolila čestným občanem. Jako nezávislý poslanec se profiloval i na tématu z Německa importovaného „kulturního boje“ (Kulturkampf). Založil antikatolické hnutí „Pryč od Říma“ (Los von Rom) a roku 1900 přestoupil k protestantismu. Agitoval pro vystupování z katolické církve a v domovském Zwettlu byl díky jeho iniciativě roku 1904 vysvěcen protestantský kostel.
Uspěl i ve volbách do Říšské rady roku 1901, nyní jako předák radikální politické formace Všeněmecké sjednocení (zvolen v kurii venkovských obcí v Čechách, obvod Cheb, Aš, Kraslice atd.). Všeněmecké hnutí se v Předlitavsku utvořilo v polovině 90. let 19. století pod vedením Schönerera a Karla Hermanna Wolfa z původního německého nacionálně radikálního tábora. S 22 poslanci šlo o významnou parlamentní frakci a 21 z těchto poslanců bylo zvoleno v etnicky německých oblastech českých zemí. Strana se ovšem v následujících letech rozpadla, když stoupenci Karla Hermanna Wolfa ustavili samostatnou politickou stranu, později nazvanou Deutschradikale Partei. Schönerer zasedal v Říšské radě do konce funkčního období, tedy do roku 1907.

### Závěr života a smrt
Ve volbách do Říšské rady roku 1907 Schönerer neobhájil svůj mandát, když ho porazil sociálnědemokratický kandidát. Šlo o první volby konané podle všeobecného a rovného volebního práva, které Schönerer dříve prosazoval, nyní odmítal. Stáhl se z politického života. V roce 1917 mu díky amnestii byl vrácen šlechtický titul.
Zemřel roku 1921 a byl na vlastní přání pohřben v Sachsenwaldu u Hamburku, poblíž svého obdivovaného kancléře Bismarcka.

### Odkaz
Byl vzorem a inspirací pro mladého Adolfa Hitlera a pro ideologii nacismu nejen svým programem a rétorikou, ale dokonce i tím, že se dával titulovat „vůdce“ (Führer) a zavedl domněle „pohanský“ pozdrav „Heil!“.